# Jacek Bąk
Jacek Bąk (Lublin, 24. ožujka 1973.) je umirovljeni poljski nogometaš i nacionalni reprezentativac.

## Karijera
Bąk je zaigrao nogomet već sa 16 godina u Motor Lublinu dok je s Lech Poznańom bio poljski prvak 1993. Nakon dvije godine kupuje ga francuski Lyon u kojem je proveo sljedećih šest sezona.
U siječnju 2002. je potpisao za Lens u kojem je igrao do kolovoza 2005. kada je raskinuo ugovor s klubom i prešao u katarski Al Rayyan. Posljednji klub bio mu je Austria Beč nakon kojeg se 2010. igrački umirovio.
Zbog dobrih igara za Lech Poznań, Bąk je 1993. godine debitirao za poljsku reprezentaciju u susretu protiv Cipra. Za Poljsku je odigrao gotovo stotinu utakmica, bio njen kapetan te nastupio na dva svjetska (2002. i 2006.) te jednom europskom (2008.) prvenstvu.
Posljednju utakmicu u nacionalnom dresu odigrao je 12. lipnja 2008. protiv Austrije na EURU 2008.

### Pogoci za reprezentaciju
| #  | Datum              | Mjesto           | Protivnik   | Pogodak | Rezultat | Natjecanje                  |
| -- | ------------------ | ---------------- | ----------- | ------- | -------- | --------------------------- |
| 1. | 17. kolovoza 1994. | Radom, Poljska   | Bjelorusija | 1 : 1   | Remi     | Prijateljska utakmica       |
| 2. | 12. studenog 2003. | Varšava, Poljska | Italija     | 3 : 1   | Pobjeda  | Prijateljska utakmica       |
| 3. | 3. ožujka 2007.    | Varšava, Poljska | Azerbajdžan | 5 : 0   | Pobjeda  | Kvalifikacije za EURO 2008. |

## Privatni život
Jacek Bąk je u braku sa suprugom Annom s kojom ima sina Jaceka. Zbog višegodišnjeg igranja u Francuskoj, Bąk je 2004. godine stekao pravo na francusko državljanstvo. Jedan je od aktera kampanje za "izbacivanje" rasizma s nogometnih stadiona.
U studenom 2006. je optužio Belgijce da su preko njega pokušali namjestiti kvalifikacijsku utakmicu Poljska - Belgija za EURO 2008. Tada je izjavio za medije da je primio uznemirujuć telefonski poziv u kojem mu je ponuđeno 10.000 eura za prekršaj u kaznenom prostoru.

## Vanjske poveznice
- National Football Teams.com
- Guardian Touch Line.com